# 小西行長
小西行長（1558年—1600年11月6日）是日本戰國時代、安土桃山時代武將。天主教大名，肥後南半国廿四萬石之領主，第一任宇土城和麦岛城城主。父親是小西隆佐，幼名彌九郎。教名是奧思定（葡萄牙語：Agostinho）。

## 生平

### 商人出仕
小西行長幼名弥九郎，是商人小西隆佐的义子，娶了隆佐亲女茱斯塔（Justa）。本來跟隨父親在堺經營藥草生意，但後被委派至冈山鱼服屋处与备前大名宇喜多直家进行贸易；有一次正逢直家外出时，遇到三浦家遗臣的袭击，当时直家身边并没有带护卫，只有几名小厮，此时弥九郎挺身而出击退了刺客，令直家安全脱困，此事之后弥九郎受到直家赏识，将他由商人破格拔擢为武士。
归入宇喜多家的小西行长向家中武将远藤又次郎学习火枪及水军战法。在横行濑户内海的海贼村上武吉宣告依附严岛海战后势力大增的安艺毛利家后，为了应付毛利家逐渐逼近的威胁，直家起用远藤又次郎和小西行长组织宇喜多家的水军以巩固冈山城的安全。
在小寺家家老黑田官兵卫的引导下，织田家以羽柴秀吉为总大将出兵山阳道，夹在织田与毛利两大强豪之间，据有备前、美作两国的宇喜多直家虽在第二次上月城之战时，借毛利家的兵力夺回被秀吉两大军师黑田官兵卫和竹中半兵卫所攻下的上月城。但是第一次上月城之战时，不论是小西行长与远藤又次郎，又或者是一代奸雄宇喜多直家，都被织田家强大的武威所慑；所以在第二次上月城之战时直家故意称病不出，并且在战后派能言善道的行长为使与秀吉进行交涉，令人意想不到的是这项任务竟是小西行长一生的转折点。

### 歸入豐臣
为了完成这项任务，小西行长彻底发挥商人这个角色的外交天赋。他让义父小西隆佐借出大笔金钱予秀吉资助军费，并换得日后播磨和但马的优先经商权，使隆佐大大获利，然后以“药商小西隆佐义子”的名份晋见秀吉，转达直家的心意，顺利和织田方达到一定的协议同时也避免毛利家查觉直家的二心。行長圆融的手法令直家十分满意，慢慢地将小西行长提升到与三家老相当的地位。
天正七年，小西行長奉宇喜多直家之命令，到三木城支援羽柴秀吉掃蕩別所家軍團長荒木村重的行動。而當時荒木村重有所向無敵的毛利村上水軍作海援。小西行長在加古川沖之役中使用當時未曾於海戰使用過的夜襲策略，成功擊退了毛利村上水軍。此役後毛利軍一半荷船被燒毀，小西行長瓦解了毛利村上水軍對三木城的增援，亦協助秀吉完成了對別所家三木城的包圍戰。此戰使小西行長之名第一次在軍中出現，亦使行長完成了由海商到海將的轉型。
當织田家扫荡了三木城荒木村重的反叛后，直家正式投入织田家阵营，在羽柴秀吉的努力下宇喜多家保住全部领土。天正十年直家重病去世，他逝世前，秀吉带了成为人质的宇喜多秀家到冈山城在直家面前替他元服，并让小西行长担任他的太傅。随着秀家质于姬路城，小西行长也与秀吉接近频繁，从另一角度来看，小西行长已等若秀吉的家臣。天正八年時秀吉命小西行長喬裝商人以三倍價錢買去鳥取城中的米糧，而天正九年时于秀吉攻打播磨宝津时被任命为水上兵站奉行，即水軍后方补给司令官，負責维持和增进水軍参战部队的战斗力和支援作战的工作。

### 受封肥后

小西氏家紋：花久留子

1582年4月，備中高松城之戰中秀吉水攻成功，即命小西行長與淺野長政率領船隊載著大砲對城池進行轟擊，卻在秀吉攻略備中高松城途中發生本能寺之變。天正十年织田信长死后，秀吉击败柴田胜家登上天下人的宝座，小西行长在他麾下担任水军将领。
1585年3月21日，小西行長奉命率領水軍從海陸兩面攻擊紀州連合軍的泉南防衛線。24日，泉南防衛線被攻陷後，行長以總大將（船奉行）率領九鬼嘉隆和仙石秀久的別働隊從水路攻入雜賀莊。別働隊開始向紀南制壓，「盟主」畠山貞政與湯河直春敗走，10月23日高野山降伏，武裝解除；4月21日，水攻太田城時，羽柴秀吉發動安宅船攻勢，行長的水軍船導入堤內，動員安宅船裡的大砲動員，使秀吉軍佔領太田城大半城域。
此外，行長亦负责管理小豆岛及濑户内海一带水上输送的职务，之后官拜从五位下摄津守，得到两万石的领地，被赐丰臣姓。同时在高山重友的劝说下改信天主教。豐臣政權成立之初多以小西行長與大谷吉繼等人做行政奉行工作。
小西行长於1587年跟隨秀吉進行九州征伐，翌年由于肥后国主佐佐成政治理不力，领内引发一揆动乱，秀吉派出小西行长与加藤清正共同前往镇压，因功得到肥后南半国宇土郡、益城郡、八代郡二十四万石领地。并於1588年在中世宇土古城之東築起了宇土城作為據點。
小西行長的宇土城作為水城具有優秀的功能，而受到秀吉的指示，從相良氏統治時代開始，這個地區的海外貿易中心八代也築城了麥島城，強化了水利，將重臣小西行重作為城代配置。而行長亦廢除了原本位於山頂的古麓城，將麥島城建在面向球磨川和八代海的河口島上，從護城河中拉出外水作為浮城，所以可以直接乘船出入。除此之外，隈莊城、木山城、矢部城、愛藤寺城為支城，隈莊城任命弟弟小西主殿介、愛籐寺城任命結城彌平次等一族重臣為城代。另外高山右近的舊臣（基督教徒）多數被提拔為家臣。
小西行长由一介商人之子跃为官拜从五位下二十四万石的大名。由於在信奉天主教的大名小西行長影響下，傳教活動旺盛，他的領地一帶估計有十萬基督徒，例如據說此時天草的人口的三分之二，約二萬五千是基督教徒；而天草亦有六十多名神父，三十個教會。志岐氏派遣了作為畫家的意大利修士喬萬尼·尼古拉奧的指導下經營聖像學校，教授油畫、水彩畫、銅版畫，製作聖畫、聖像、管風琴和鐘錶等的西洋物。學校在後來的文祿3年（1594年）與有馬半島八良尾的研討會合併，擴大了規模，而行長對這些耶穌會的活動給予了援助和保護。
而行長更指揮着由一萬五千天主教徒組成的軍隊。由於天主教的迅速擴張，引起了傳統的佛教和神道教的反對。

### 文禄之役
统一日本后的丰臣秀吉对中国产生野心，遣使命令朝鲜借道让他进军中国，但却被朝鲜國王李昖严词拒绝，秀吉大怒发兵攻打朝鲜。在文祿之戰中，秀吉将先锋分为三队，而第一队小西行长擔任水軍兼先鋒部隊，領一万八千人。由于小西行长和女婿宗义智都常年与朝鲜贸易对朝鲜的地理、人文有相当认识，更通晓中朝语言，所以能得到先锋第一队的总大将一职。
五月二十四日清晨五点，小西行长率军在釜山登陆，翌日二番队的加藤清正也中午紧接与小西行长会师，然后加藤清正向蔚山一进发，小西行长则沿洛東江直上，率领一万八千人，商人出身且长期担任后备兵站奉行的小西行长深知补给线的重要，在完成兵站的调度后，一路延忠清道逐步北上尚州、忠州，势如破竹地穿过250公里的路程与加藤清正于六月十二日会师中州进据汉城，本来加藤清正一向就瞧不起商家出身的小西行长，所以两人素来不睦，更在汉城为了战利品和战功发生争吵，加藤清正还一刀劈碎了小西视若神明的天主圣像，两人大起争端。
隨后行长与三番队的黑田长政由黄海道北上攻下平安道上的平壤，得到秀吉的赞赏。此时人在义州的朝鲜王李昖急速向明廷告急，明东征总督李如松部队抵达鸭绿江，与小西行长部于平壤交战，史称平壤会战。李如松诱降小西行长未遂，中朝联军发动总攻，佯攻东南将日军兵力调走，然后猛攻平壤城西，并以埋伏的虎蹲炮、射程较远的大将军炮及佛朗机炮轰日军，日军火力不如联军，伤亡惨重，加上弹药库为明军炮火催毁，七星门被炸开，于是小西行长撤出平壤，是役歼灭日军一万二千余人，随后并恢复了朝鲜北部四道，小西行长铺陈的兵站线全被毁坏。

### 庆长之役
眼见战事逐渐不利，秀吉兴起和谈之意，命小西行长负责再次与明使沈惟敬进行讲和及斡旋的事务，提出了日明贸易再开、跟割让朝鲜四道等条件，但随着明神宗一纸"册封丰臣秀吉为日本王"的圣旨，谈判宣告破裂。秀吉再遣十二万兵马进攻朝鲜，小西行长率二番队一万四千人出阵，连夺梁山、三浪、庆州，和宇喜多秀家、加藤清正、島津義弘等日軍參與攻略南原城，後駐軍朝鮮西南部的順天倭城。但期後遭受明軍劉綎的包圍苦守城池，小西行长的左路军只好也随同撤退，于是两军在东南部沿海布阵固守。
丰臣秀吉病殁后，接掌政权的德川家康和前田利家等五大老下命征朝军回国，在顺天的小西行长连忙领兵脱出明、朝联军的劉綎、陳璘及李舜臣的圍攻。在撤退至蔚山时受阻求援于岛津义弘，為此島津義弘連同立花宗茂和高橋統增、小早川秀包、宗義智、寺澤廣高等由海路前往救援，行長則趁陳璘、李舜臣前往截擊日軍援軍於露梁海戰時成功脫出順天城，于十一月。露梁海峡戰事結束后撤退，由于岛津义弘的力战，小西行长才顺利归国。

### 关原之战

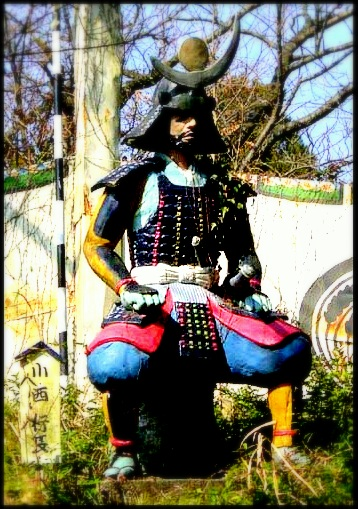
於北天滿山佈陣的小西行长像

秀吉死后，小西行长与挚友石田三成结为同盟，与德川家康及武斗派家臣对抗。为了拉拢摇摆的小早川秀秋，小西行长与大谷吉继、石田三成、长束正家、安国寺惠琼五人连署誓书，安抚小早川秀秋，并许诺在丰臣秀赖十五岁成年之前，关白一职由小早川秀秋担当，同时以播磨一国相赠以为条件。战前西军于大垣城召开作战会议，岛津义弘及宇喜多秀家认为德川家康军队经过长途的行军后，会感觉疲倦，应趁机夜袭，但石田三成及小西行长却认为这方法太冒险，而决定坚守大垣城。
关原位于美浓西面，为北面伊吹山脉，东南面南宫山，西南面松尾山，西面山中村及南天满山，西北面的北天满山及笀尾山包围住，乃是一个马蹄形的盆地。小西行长军分成两段布阵于笀尾山南面的北天满山，而笀尾山与北天满山之间的街道则是由岛津义弘及岛津丰久两叔侄防守，与小西军相对的南天满山则是宇喜多秀家的阵地。
在井伊直政突袭宇喜多秀家部队引发战火后，形成全面混战，小西行长同时与织田有乐、古田重胜、寺泽广高及金森长近的部队交锋，之后寺泽广高部队亦转来支援金森长近等人，虽是以寡敌众小西行长在与织田有乐等的激战中保持不分高下的局面。开战后四小时，日正中天，已是晌午时分，扎于松尾山的小早川秀秋部队和赤座直保等人发动叛变，对大谷吉继发动攻击。到下午一时，大谷吉继部队被消灭，小西行长部队引起严重混乱，任凭小西行长又鼓励又厉叱，仍无法消除手下兵士不安的心理，最后在东军部队围剿下，小西行长兵败逃往伊吹山。

### 兵败身死
戰敗後，逃往伊吹山东面的糟贺村的小西行长与当地农民林藏主会面，他深知自己绝无成功逃走的希望，林藏主便劝小西行长切腹以彰武士精神，但是小西行长以基督宗教教义不许自裁为由而拒绝，反劝林藏主缚捕他以获奖赏。九月十九日林藏主将小西行长交至其领主竹中重门手中，竹中重门立即将小西行长送交至德川家康在草津的阵地，林藏主则获赏赐黄金十枚。最後與石田三成和安國寺惠瓊一起在大坂街上遊街，十月初一於六條河原斬首，在三條河原梟首示眾，享年四十三岁。

## 逸話

### 銀子
小西行长在宇土建设修道院和神父馆，設立神父五人和修道師七人，同时在各地建造了教会。行長更在各地设置了孤儿院和施疗院。还有，行長持续为堺市和大坂市等各地的施疗院和为孤儿院提供永久的财政援助。
但堺之商人们取笑行长：“小西摄津守，肥後知行30万石，银子全都不見了，連一貫也沒有存下來！”雖然是揶揄行長，但是能推测商人們暗喻並讚揚行长除了士兵和海军的维持费以及修建和扶困的财政援助以外沒有花费在私人欲望之事上。

### 遺書
小西行长在京都市内游街示众，然後到六条河滩处刑，在三条大桥掛起了他的頭顱。不过，行長的遗体被耶稣会修道院领回了。检查遗体的时候，从和服中发现了给妻子写上的遗书，妻子看了後沒有任何表示，只是心靈相通，心領神會了。
直至公元1601（庆长6）年（行長死後1年），遺書的内容被耶稣会的總会长翻译並报告。遗书最后被这样被總结：“汝今后的所有热忱和紧张，待天神與吾留意和感動。理由是，世界上的一切是善變的，唯獨真心是永恆而不變的。”小西临刑前索杯水，给他一水果他不要，且遗言，武士临终前，仍需顾好自己健康之名言，且以自是教徒，不可切腹自尽。

### 教廷
据说上述的信被耶稣会报告後，罗马教皇克萊孟八世知道小西行長之死的时候都感到叹息。當行长已死的事實在罗马扩散的时候，全羅馬市民把哀悼的祈祷都献给了行長，冀望他能在天國安息。
在公元1607（庆长十二）年（行長死後七年），以行长为题材的音乐剧“ARGOMENTO DELLA TRAGEDIA INTITOLATA AGOSTINO TZVNICAMINDONO”在热那亚共和国（今意大利热那亚）上演，演出內容為行長和內府（德川家康）的纠纷，最後行長戰勝内府的魔鬼得到胜利。

## 家族
- 祖父：小西行正
- 父：小西隆佐
- 母：ワクサ - 虔诚的基督教徒，有人说和高台院有关。
- 正室：菊姫 - 基督教徒，洗礼名是ジュスタ。
- 側室：永俊尼 - 天正3年（1575年）～庆安2年（1649年）。法名永春。洗礼名カタリナ。
- 兒女
  - 小西兵庫頭 - 行長的嫡长子。关原之战时12岁。后被处决。
  - 小西秀貞
  - 浅山弥左衛門
  - 親生女：小西·瑪利亚，宗義智正室，洗礼名玛利亚。关原之战后被驱逐出对马岛，隱居在长崎的修道院，後遇大赦。庆长10年（1605年）病逝。
  - 養女：小西·茱莉亚，洗礼名茱莉亚，日本名おたあ。文禄之役之际到日本的朝鲜人女子。
- 孫：曼施欧·小西 - 小西·玛利亚之子。

又说天草四郎是小西行长次子之子。
- 兄
  - 小西如清 - 堺代官。洗礼名ペント。
  - 小西主殿介
- 弟
  - 小西行景 - 宇土城代、知行5千石。洗礼名ジョアン。
  - 小西与七郎洗礼名ルイス。知行2千石。
- 同族
  - 小西·安东尼奥 - 行长的从兄弟、同族。
  - 小西弥左衛門 - 霊名莱昂。行長的女婿。寛永4年（1627年）、被流放到澳门，同年去世。

## 家臣

### 小西三家老
- - 内藤忠俊 - 又名内藤如安，小西行長的重臣。明稱小西飛，位居從五位下飛驒守。
  - 小西行重 - 原名木戸作右衛門，知行2千石。
  - 加藤吉成 - 又名九郎太郎，加藤重德之子，位居內匠寮掌。

### 城代
- - 蘆塚忠右衛門 - 又名平馬。宇土城城代，知行2千石。
  - 日比屋了荷 - 志岐城城代。
  - 結城弥平次 - 愛藤寺城城代。美濃出身，基督徒，熱衷興建南蠻寺。
  - 太田市兵衛 - 愛藤寺城城代。
  - 伊藤与左衛門 - 木山城城代。
  - 竹内吉兵衛 - 麦島城城代。

### 其他家臣
- - 小西長貞 - 小西若狭守，關原之戰時代守麥島城，後戰敗切腹。
  - 益田好次 - 原高山家臣，天草四郎之父，天草十七人眾之一，知行6千石。
  - 森宗意軒 - 又名三左衛門，天草五人眾之一。曾到南蠻數年，會妖術。
  - 水野勝成 - 原徳川家臣，徳川大名水野氏祖，知行1千石。
  - 宇佐美勝行 - 宇佐美定満之子，原上杉家臣。
  - 阿波鳴門之助 - 尼子十勇士其中一人，曾仕於三好家、佐佐家等。
  - 高松憲重 - 出身於讃岐高松的土豪，知行1萬石。
  - 駒木根友房 - 通稱八兵衛。出身於種子島，擅於射擊，曾參與島原之戰。
  - 伊智地文大夫 - 高山右近的義兄弟，死於肥後天草合戰。
  - 千束善右衛門 - 天草五人眾之一。
  - 大矢野松右衛門 - 天草五人眾之一，原本多忠朝的劍術指南役。
  - 山善左衛門 - 天草五人眾之一。

### 國人眾
肥後天草之亂平定後，小西行長沒有處決國人眾將領，反而收為已用。
- - 甲斐秋政 - 肥後岩尾城主。
  - 天草久種 - 肥後河内浦城主。
  - 天草種元 - 肥後本渡城主。原天草久種的家臣。
  - 大矢野種基 - 肥後大矢野城主。朝鮮之役戰死。
  - 大矢野種量 - 大矢野種基的次男。朝鮮之役戰死。
  - 大矢野直重 - 肥後大矢野城主。種基的次男。
  - 上津浦種直 - 肥後上津浦城主。
  - 栖本親高 - 肥後栖本城主。梅北一揆時戰死。
  - 栖本通高 - 肥後栖本城主。栖本親高的胞弟。朝鮮之役戰死。

## 登場作品
小說
- 海將：海之司令官・小西行長（新潮社、白石一郎（日语：白石一郎）著）
- 鐵之首枷：小西行長傳（中央公論新社、遠藤周作著）
- 宿敵（角川書店、遠藤周作著）
- 小西行長：無悔的生存方式（PHP研究所、江宮隆之（日语：江宮隆之）著）
- 小西行長（光文社、麻倉一矢著）
- 秀吉朝鮮之亂（光文社、金聲翰著）
- 小西行長（学研、森本繁著）
- 高麗秘帖（祥傳社、荒山徹（日语：荒山徹）著）
- 魔風海峽（祥傳社、荒山徹著）
- 秀吉的交涉人：吉利支丹大名小西行長（ASCII Media Works、永田加拉（日语：永田ガラ）著）

影視劇
- 殉教血史 日本二十六聖人（日语：殉教血史 日本二十六聖人）（1931年、日活、演：瀨川銀潮）
- 春之坂道（日语：春の坂道）（1971年、NHK大河劇、演：草薙幸二郎）
- 黃金的日子（日语：黄金の日日）（1978年、NHK大河劇、演：小野寺昭）
- 女太閤記（1981年、NHK大河劇、演：佐久間崇）
- 關原（日语：関ヶ原 (テレビドラマ)）（1981年、TBS、演：川津祐介）
- 德川家康（1983年、NHK大河劇、演：纓片達雄）
- 真田太平記（日语：真田太平記 (テレビドラマ)）（1985年、NHK水曜時代劇、演：阿部六郎（日语：阿部六郎））
- 信長KING OF ZIPANGU（1992年、NHK大河劇、演：伊藤秀）
- 秀吉（1996年、NHK大河劇、演：小西博之）
- 葵德川三代（2000年、NHK大河劇、演：菅生隆之）
- 不滅的李舜臣 (2004年、KBS、演：鄭勝浩)
- 功名十字路（2006年、NHK大河劇、演：綱島鄉太郎（日语：綱島郷太郎））
- 天地人（2009年、NHK大河劇、演：山田洋）
- 軍師官兵衛 （2014年、NHK大河劇、演：忍成修吾）
- 關原（2017年、東寶、演：鈴木壯麻（日语：鈴木壮麻））

漫画
- 水軍之將：小西行長傳（秋田書店、能田達規作）